# ماري مورين
ماري مورين هي مؤرخة وراهبة كندية، ولدت في 19 مارس 1649 في مدينة كيبك في كندا، وتوفيت في 8 أبريل 1730 في مونتريال في كندا.